# Terapia sexual

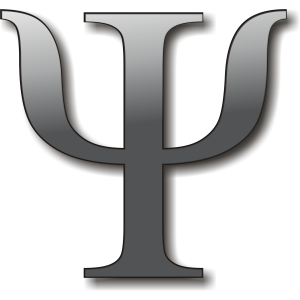
Psicología.

La terapia sexual es un conjunto de estrategias para tratar disfunciones del desempeño sexual cuando no hay etiología médica (fisiológica), o como complemento al tratamiento médico.

## Evaluación
La terapia sexual requiere una evaluación rigurosa que incluye el examen médico y el psicológico. La razón de ello radica en que las disfunciones sexuales pueden tener base somática, base psicógena o ambas. Un ejemplo claro es la disfunción eréctil (a veces aún llamado "impotencia"), cuya etiología puede incluir, por un lado, problemas circulatorios, y por otro, ansiedad.

## Estrategias de tratamiento
- Focalización sensorial: Una serie de ejercicios, durante los cuales se enfatiza las caricias sensuales no genitales. Es importante destacar que durante la implementación de esta estrategia, aunque haya excitación sexual, no ha de procederse genitalmente. Durante una segunda fase, las caricias llegan a los pechos y a los genitales, pero aún no hay coito.
- Placereado (pleasuring): Es muy parecida a las fases avanzadas de la focalización sensorial. En él, uno de los miembros de la pareja acaricia los genitales de la otra sin haber coito. A discreción del terapeuta, puede variarse con uno de los miembros de la pareja auto-administrándose las caricias. Cabe notar que el placereado no sólo se puede usar de modo terapéutico, sino también como una forma de mejorar la comunicación sexual de una pareja sin que haya disfunción.
- Apretón: Técnica que se usa principalmente para tratar la eyaculación precoz. Consiste en apretar el pene erecto justo debajo del glande, de una forma particular, para provocar que se pierda un poco la erección y así retrasar la llegada de la eyaculación.
- Técnica de parada-arranque de Semans, aplicada también a la eyaculación precoz.
- Maniobra del puente o Técnica de apuntalamiento: Para tratar la anorgasmia coital, el tratamiento busca el placer orgásmico clitorídeo, luego combinarlo con el coito, y así, asociar el orgasmo que la mujer presenta, con el orgasmo buscado (coital).
- Tratamiento de Hulbert y Tratamiento sexual y marital de Zimmer: para el bajo deseo sexual femenino.
- Terapia sexual racional-emotiva: Durante la misma época que Masters y Johnson hacían sus investigaciones, Albert Ellis empezó a publicar (1958 y años siguientes) una serie de escritos donde se proponían estrategias cognitivas y conductuales para la superación de dificultades. Consiste en la identificación y modificación de ideas irracionales y mitos por medio de técnicas de reestructuración cognitiva, técnicas de ataque a la vergüenza, ejercicios conductuales de riesgo controlado, asertividad, comunicación, etc.

## Historia
Los investigadores William Masters y Virginia Johnson son considerados los padres de la terapia sexual. Su aporte se deriva de su estudio en vivo y directo de coitos, algo inusitado, con lo cual destruyeron muchos mitos (que inclusive médicos y sus textos tenían) respecto al tema tabú que había sido hasta entonces. Agregaron muchos conocimientos de fisiología del acto sexual y de tratamiento.
Posteriormente Shere Hite contribuyó con observaciones y estudios que incluían el papel de los significados personales (cognición, emoción, actitudes) y culturales (estereotipos, expectativas), con lo cual inclusive corrigió algunas distorsiones de la investigaciones de Masters y Johnson, por ejemplo con respecto al orgasmo vaginal y al homoerotismo.